# John Desmond Bernal
John Desmond Bernal (Nenagh, Comtat de Tipperary, Irlanda, 10 de maig de 1901 — Londres, 15 de setembre de 1971) fou un científic irlandès, que exercí a la Gran Bretanya. Va ser una de les personalitats científiques més conegudes del seu temps pel seu important compromís sociopolític. Conegut entre els seus amics com "Sage", Bernal és considerat un pioner de la cristal·lografia de raigs-X aplicada a la biologia molecular. També va publicar diversos treballs sobre sociologia i història de la ciència, amb importants aportacions sobre informació i documentació científica. Va néixer a Nenagh, en el comtat de Tipperary (Irlanda) en una família d'origen sefardita per part de pare.

## Trajectòria científica

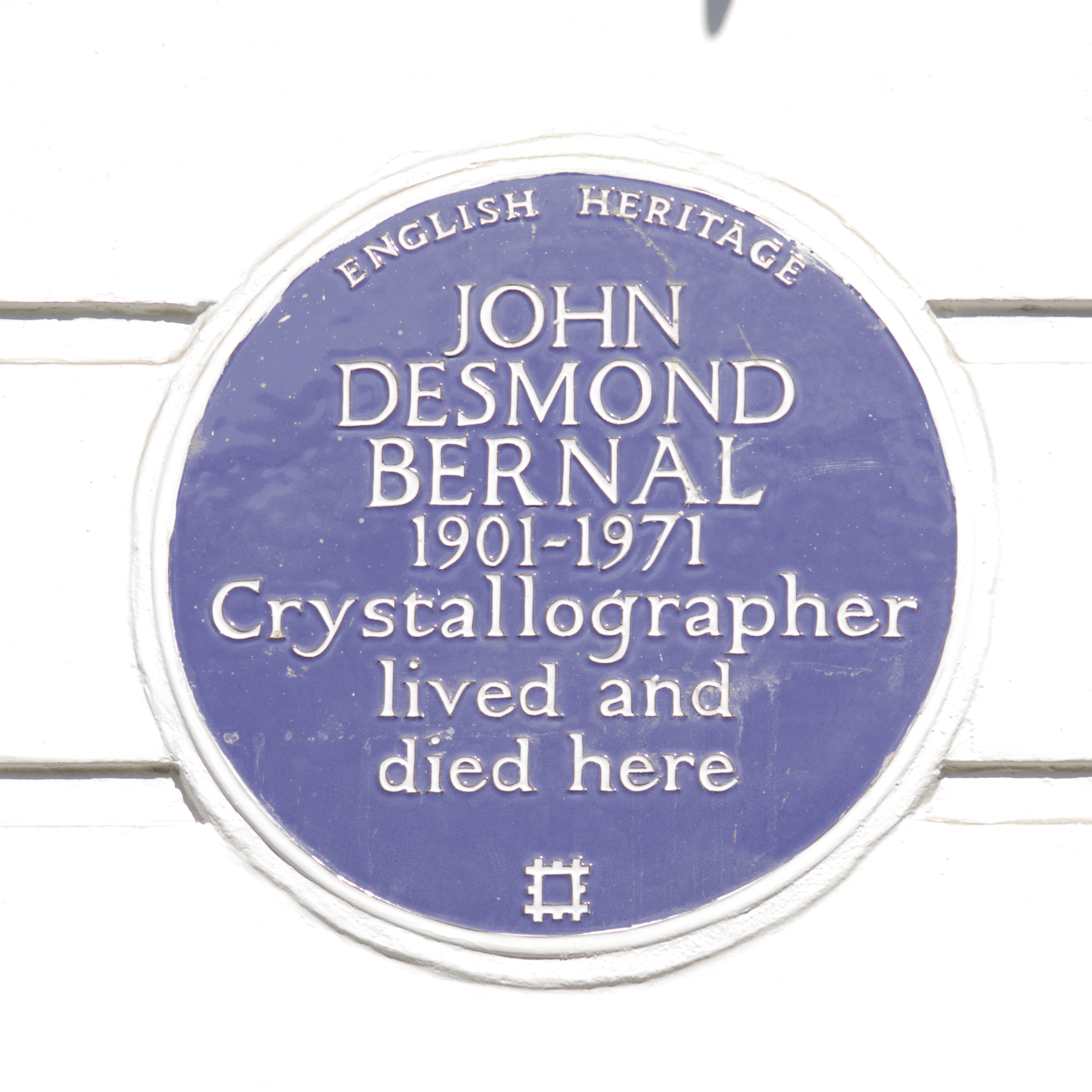
Placa en el lloc on va viure

El 1919, va entrar a l'Emmanuel College de la Universitat de Cambridge amb una beca, on es va graduar en matemàtiques i ciències el 1922. Els seus estudis de postgrau els va fer sota la tutela de Sir William Bragg en els laboratoris Davy-Faraday de Londres. El 1924 va determinar l'estructura molecular del grafit. El 1927 va esdevenir el primer professor titular de cristal·lografia estructural a Cambridge, i més tard es va convertir en director adjunt del Cavendish Laboratory el 1934, on va començar a aplicar les seves tècniques cristal·logràfiques a l'anàlisi de les molècules orgàniques. En el seu grup de recerca a la Universitat de Cambridge, Dorothy Crowfoot Hodgkin va donar les seves primeres passes en cristal·lografia, tasca per la qual ella va rebre el Premi Nobel de química el 1964. El 1934 Bernal y Hodgkin van prendre les primeres fotografies de raigs X de cristals proteics. Entre altres científics destacats que van estudiar amb Bernal, es poden esmentar Rosalind Franklin, Aaron Klug i Max F. Perutz.
El 1937 obtingué una plaça de professor de física en el Birkbeck College de la Universitat de Londres i el mateix any va ser elegit com a Fellow of the Royal Society. En finalitzar la Segona Guerra Mundial va fundar el Birkbeck's Biomolecular Research Laboratory, al qual es va incorporar entre d'altres destacats investigadors Rosalind Franklin que hi va desenvolupar treballs pioners sobre virus fins al moment de la seva mort prematura el 1957.
També és recordat per haver proposat per primer cop el 1929 la denominada Esfera de Bernal, consistent en una mena d'asteroid buit per dintre que es faria servir com a espai vital de llarga durada en missions de colonització de l'espai.

## Activisme sociopolític
De molt jove ja uní el seu interès i talent per la ciència amb el compromís polític. Donà suport a l'alçament irlandès de Pasqua el 1916, que va presenciar com a adolescent. Des de 1923 milità al Partit Comunista d'Irlanda fins al 1933.
La seva vida política va ser molt activa especialment a partir dels anys 30, Molt conegut i respectat pels seus amplis coneixements científics, fou el centre d'un moviment científic radical que va prosperar als anys trenta. Un esdeveniment fonamental en el desenvolupament d'aquest moviment va arribar amb el Congrés Internacional d'Història de la Ciència i la Tecnologia de 1931 al Museu de la Ciència de Londres, en el qual científics occidentals com Bernal, Joseph Needham o J. B. S. Haldane es reuniren amb científics i intel·lectuals soviètics, com Nikolai Bukharin i Boris Hessen. Aquell congrés ajudà a impulsar una nova onada de treballs al voltant dels aspectes socials i polítics de la ciència.
Durant la Segona Guerra Mundial, Bernal va ser assessor científic de les operacions aliades, servint a l'anomenat "departament de talents salvatges" de Mountbatten. En aquesta qualitat, va tenir un paper important en la planificació del desembarcament de Normandia el 1944, i fins i tot va aterrar ell mateix a les platges de Normandia durant les primeres etapes de l'operació. A la postguerra, va traslladar les seves energies de guerra a la pau i va ser actiu en el moviment mundial per la pau.
A la mort del seu amic, el també científic i comunista Frédéric Joliot-Curie, va ocupar la presidència del Consell Mundial de la Pau i el 1953 l'URSS li va concedir el Premi Lenin de la Pau entre els pobles per les seves tasques internacionalistes i seva contribució a l'amistat entre les nacions. Segons els seus biògrafs, la seva ideologia política va condicionar el seu reconeixement com a científic clau en l'estudi de les estructures moleculars, malgrat que molts dels seus deixebles i col·legues de recerca van ser distingits amb el Premi Nobel.

## Aportacions a la sociologia i la història de la ciència
El 1939 va publicar The Social Function of Science, on va defensar que la ciència no consisteix en una recerca individual i abstracta del coneixement, sinó que com activitat social ha de ser objecte de polítiques de finançament i de planificació. Entre els molts elements de planificació de l'activitat científica, Bernal formulà propostes per millorar la comunicació científica, l'arxiu de la producció científica avaluada i avalada científicament, i l'accés a la documentació. Per a tal fi suggerí la superació del sistema de publicació en revistes científiques mitjançant la creació d'un sistema mundial de repositoris on sota el monopoli de les autoritats estatals s'havien de conservar els articles en suport microfotogràfic. En aquest sentit és reveladora l'afirmació d'Eugene Garfield, creador del Science Citation Index (SCI), qui va dir "his idea of a centralized reprint center was in my thoughts when I first proposed the as yet nonexistent SCI in Science in 1955."
Publicà també The Freedom of Necessity (1949), Marx and Science (1952), Science and Industry in the Nineteenth Century (1953), Science in History (1958) i World without War (1958). En llengua catalana s'ha publicat la seva Història Social de la Ciència, en 2 volums, a Edicions 62.